# Гочолеишвили, Георгий
Гео́ргий Гочолеишви́ли (груз. გიორგი გოჩოლეიშვილი; род. 14 февраля 2001, Кутаиси) — грузинский футболист, защитник донецкого «Шахтёра» и национальной сборной Грузии. Выступает на правах аренды за клуб «Гамбург».

## Карьера

### «Сабуртало»
Воспитанник футбольной академии клуба «Сабуртало». В июле 2020 года присоединился к основной команде клуба. Дебютировал за клуб 27 августа 2020 года в рамках квалификационного раунда Лиги Европы УЕФА против лимассольского «Аполлона». Дебютный матч в чемпионате футболист сыграл 13 сентября 2020 года против тбилисского клуба «Мерани». Закончил сезон футболист с 9 матчами в активе во всех турнирах, преимущественно выходя на замену со скамейки запасных. Новый сезон 2021 года футболист начал уже как полноценный игрок основного состава. Первый матч футболист сыграл 1 марта 2021 года против тбилисского «Локомотива», в чьи ворота футболист также забил свой дебютный гол. Первоначально футболист выходил на поле лишь со скамейки запасных, однако вскоре быстро занял за собой место в стартовом составе. Стал обладателем Кубка Грузии, где в финале 8 декабря 2021 года победил клуб «Самгурали». По итогу сезона футболист отличился 4 забитыми голами и 8 результативными передачами.
В феврале 2022 года футболист открыл новый сезон с матча за Суперкубка Грузии, где победителем оказалось батумское «Динамо». Первый матч в «чемпионате» футболист сыграл 27 февраля 2022 года против клуба «Самгурали». Первым в сезоне забитым голом футболист отличился 25 июня 2022 года также против клуба «Самгурали». В июле 2022 года вместе с клубом отправился на квалификационные матчи Лиги конференций УЕФА. В первом квалификационном раунде 7 июля 2022 года футболист сыграл против албанского клуба «Партизани», которому уступили, пропустив гол. В ответной встрече 14 июля 2022 года футболист вместе с клубом уже оказался сильнее, выиграв матч в серии пенальти и выйдя в следующий раунд квалификаций. Второй квалификационный раунд футболист начал 21 июля 2022 года с победы на румынским клубом ФКСБ. Однако в ответной встрече 28 июля 2022 года румынский клуб отличился 4 забитыми голами и по сумме матчей одержал победу, а футболист покинул турнир. Окончил сезон с 4 голами и 4 результативными передачами в своём активе.

### «Шахтёр» Донецк

#### Сезон 2022/23
В ноябре 2022 года футболист предварительно подписал контракт с донецким «Шахтёром» до конца 2027 года. Сумма трансфера футболиста составила порядка 1 миллиона евро. По окончании 2022 года игрок попал в символическую сборную лучших грузинских футболистов. В январе 2023 года футболист полноценно присоединился к украинскому клубу, когда открылось зимнее трансферное окно. Дебютировал за клуб футболист 28 февраля 2023 года в матче против «Миная», выйдя на замену на 61 минуте вместо Александра Зубкова. Дебютный гол за клуб футболист забил 2 апреля 2023 года в матче против одесского «Черноморца». Футболист смог быстро закрепиться в основной команде донецкого клуба, отличившись своим единственным забитым голом. По итогу сезона вместе с клубом стал победителем украинской Премьер лиги.

#### Сезон 2023/24
Новый сезон футболист начал с матча 29 июля 2023 года против харьковского клуба «Металлист 1925», выйдя на поле в стартовом составе. Первыми результативными действиями за клуб в новом сезоне отличился 14 августа 2023 года в матче против «Александрии», оформив дубль из голевых передач. Первый матч в рамках группового этапа Лиги чемпионов УЕФА сыграл 19 сентября 2023 года против португальского «Порту», выйдя на замену на 76 минуте. По итогу группового этапа Лиги чемпионов УЕФА футболист вместе с клубом занял итоговое 3 место, отправившись в раунд плей-офф Лиги Европы УЕФА. По итогу плей-офф Лиги Европы УЕФА футболист вместе с клубом по сумме матчей уступили французскому клубу «Олимпик Марсель» и завершили еврокубковую кампанию. Вместе с клубом футболист стал обладателем Кубка Украины, где в финале 15 мая 2024 года победили полтавскую «Ворсклу», однако сам футболист остался на скамейке запасных. По итогу сезона футболист вместе клубом стал победителем чемпионата. Первым результативным действием за клуб футболист отличился 4 ноября 2024 года в матче против клуба «Силькеборг», отдав голевую передачу. 

#### Аренда в «Копенгаген»
В июле 2024 года футболист на правах арендного соглашения присоединился к датскому «Копенгагену», соглашение с которым было заключено до конца сезона, включив также опцию выкупа. В августе 2024 года футболист вместе с клубом отправился на квалификационные матчи Лиги конференций УЕФА. Дебютировал за клуб футболист 7 августа 2024 года в матче против чешского «Баника», выйдя на поле в стартовом составе. Дебютный матч в чемпионате футболист сыграл 11 августа 2024 года против клуба «Сённерйюск», выйдя на поле в стартовом составе. По итогу квалификаций Лиги конференций УЕФА футболист вместе с клубом вышли в общий этап, в раунде плей-офф победив шотландский «Килмарнок». Первый матч на общем этапе Лиги конференций УЕФА футболист сыграл 3 октября 2024 года против польской «Ягеллонии», выйдя на поле в стартовом составе. Вместе с клубом футболист дошёл до 1/16 финала Лиги конференций УЕФА, где по сумме матчей уступили английскому «Челси». Дебютным забитым голом за клуб футболист отличился 16 марта 2025 года в матче против клуба «Виборг». По итогу сезона футболист вместе с клубом стал победителем чемпионата. В финале Кубка Дании 29 мая 2025 года футболист вместе с клубом стал обладателями титула, победив «Силькеборг», однако сам футболист остался на скамейке запасных. По окончании срока арендного соглашения футболист покинул клуб.

#### Сезон 2025/26 (аренда в «Гамбург»)
В июне 2025 года вместе с донецким «Шахтёром» отправился на предсезонные сборы. Также вскоре сообщили, что датский «Копенгаген» не будет выкупать футболиста. В июле 2025 года вместе с клубом отправился на квалификационные матчи Лиги Европы УЕФА. Первый матч в новом сезоне сыграл 17 июля 2025 года в рамках первого квалификационного раунда против финского клуба «Ильвес», выйдя на замену на 55 минуте. Первый матч в чемпионате сыграл 3 августа 2025 года против клуба «Эпицентр», выйдя на поле в стартовом составе. В августе 2025 года на правах арендного соглашения присоединился к немецкому «Гамбургу» до конца сезона, также включив опцию возможного выкупа.

## Международная карьера
В 2021 году футболист начал выступать за молодёжную сборную Грузии. Дебютировал за сборную футболист 29 марта 2021 года в товарищеском матче против Беларуси. В матче 16 ноября 2021 года против Англии футболист забил свой дебютный гол и отдал результативную передачу.
В ноябре 2022 года футболист получил вызов в национальную сборную Грузии. Дебютировал за сборную футболист 17 ноября 2022 года в товарищеском матче против Марокко. В июне 2024 года футболист вместе со сборной отправился на чемпионат Европы, однако на протяжении всего турнира оставался на скамейке запасных.

## Достижения
«Сабуртало»
- Обладатель Кубка Грузии: 2021

«Шахтёр» Донецк
- Чемпион Украины (2): 2022/23, 2023/24
- Обладатель Кубка Украины: 2023/24

«Копенгаген»
- Чемпион Дании: 2024/25
- Обладатель Кубка Дании по футболу: 2024/25